# Robert Miles (Soziologe)
Robert Miles (* 22. April 1950 in Dover) ist ein britischer Soziologe und Politikwissenschaftler. Sein Forschungsschwerpunkt liegt auf der Rassismusforschung, wobei besonders sein Buch Racism (deutsch Rassismus. Einführung in die Geschichte und Theorie eines Begriffs) von 1989 als ein Schlüsselwerk über den Rassismus und seine Geschichte gilt.
In seinen Arbeiten wird Rasse als soziale Konstruktion betrachtet und Rassismus als Prozess ihrer ideologischen Produktion und sozialökonomischen Verfestigung unter anderem in Institutionen begriffen.

## Leben und beruflicher Werdegang
Robert Miles wurde 1950 in Dover geboren. Er besuchte die Dover Grammar School for Boys und anschließend die University of Bath, wo er 1973 mit einem Bachelor of Science abschloss. Danach arbeitete er als wissenschaftlicher Mitarbeiter an der University of Bristol und erhielt 1986 seinen PhD von der University of Glasgow. Von 1992 an war er für fünf Jahre Gastprofessor an der Glasgow Caledonian University. Zwischen 1993 und 1999 stand er der sozialwissenschaftlichen Fakultät der University of Glasgow vor und leitete die Forschungsgruppe „Migration und Rassismus“. 2000 verließ er Großbritannien und nahm eine Professur für Soziologie und Internationale Politik an der University of North Carolina at Chapel Hill an.

## Schriften (Auswahl)
- Racism and Migrant Labour. Routledge & Kegan Paul, London u. a. 1982, ISBN 0-7100-9212-1.
- mit Annie Phizacklea: White Man’s Country. Racism in British Politics. Pluto Press, London u. a. 1984.
- Rassismus. Einführung in die Geschichte und Theorie eines Begriffs. Argument, Hamburg 1991, ISBN 3-88619-389-6.
- Racism after ‘race relations’. Routledge, London u. a. 1993, ISBN 0-415-10034-8.